# Rosa Hernáez i Esquirol
Rosa Hernáez i Esquirol   (Barcelona, 6 de juny de 1887 - Barcelona, 17 de desembre de 1964) coneguda popularment com a "Rosita", va ser una ballarina clàssica, cantant de sarsuela i actriu.
Va formar part del cos de ball de Pauleta Pàmies després d'haver estat florista de la Rambla. Va conèixer Josep Santpere i Pei interpretant La Santa Espina, d'Àngel Guimerà, al Teatre Principal. Junts van representar moltes sarsueles, operetes i vodevils. Es van casar i van ser pares de cinc fillsː Pepita, Ramon, Maria (Mary Santpere), Gabriel i Teresa. Van formar una parella artística molt popular al primer terç del segle xx. Va estrenar i popularitzar el famós cuplet «Remena, nena» en una obra del mestre Torrents, músic nascut a Begues que va col·laborar molt estretament amb la Compania de Josep Santpere. L'obra La reina ha relliscat va gaudir d'un gran èxit. Van fer junts, anys després, una versió còmica i musical del «Tenorio» i van girar per tot Catalunya. Després de la Guerra Civil i de la mort del seu marit el mateix any en què va acabar la guerra (1939), va viure retirada del món del espectacle fins que va morir a Barcelona el 17 de desembre de 1964.